# Unión Latinoamericana (métro de Santiago)
Unión Latinoamericana est une station de la Ligne 1 du métro de Santiago, dans le commune de Santiago.

## Histoire
La station est ouverte depuis 1975. Notez que le nom de l'Unión Latinoamericana est une variante parce que la rue qui croise Avenida Libertador Bernardo O'Higgins appelé Union Americana ; l'interprétation est que le mot «Latino(a)» entre les deux correspond au rêve bolivarien qui a été mis sur l'intégration du peuple américain.

## Services aux voyageurs

### Accès et accueil
La station comprend trois accès dont deux sont équipés d'ascenseurs.